# Athlon MP
L'Athlon MP est un microprocesseur de 7e génération, fabriqué par AMD. 
Il s'agit d'une version multiprocesseur de l'Athlon XP conçu pour fonctionner en SMP.